# كين غورملي
كين غورملي (بالإنجليزية: Ken Gormley)‏ هو عالم قانوني أمريكي، ولد في 19 مارس 1955 في بيتسبرغ في الولايات المتحدة.